# Alianza Israelita Universal
La Alianza Israelita Universal (en francés: Alliance Israélite Universelle) (en hebreo: כל ישראל חברים) (transliterado: Kol Israel Haverim) es una organización educativa establecida en Francia en 1860 con el propósito de brindar ayuda a los estudiantes judíos. Sus fundadores fueron un grupo de judíos franceses, quienes tenían los recursos para ayudar a aquellos que eran pobres, ofreciendo respaldo político, ayudando emigrar a otros y finalmente creando programas de educación judía en la Europa Oriental, Oriente Medio y el África del Norte. En 1945 manifestaron su apoyo al sionismo (un movimiento político que promueve la creación de un estado judío). En 1946 sus actividades diplomáticas fueron asumidas por el Consejo Consultivo de Organizaciones Judías, organización fundada por el jurista y Premio Nobel de la Paz René Cassin.